# John Puhl
John G. Puhl (Brooklyn, 10 de julho de 1876 – Bayonne, 24 de agosto de 1900) foi um beisebolista profissional estadunidense do Brooklyn, Nova Iorque, que apareceu em três jogos ao longo de duas temporadas com o New York Giants de 1898 a 1899.
Começou sua carreira profissional no beisebol com o New London Whalers da Connecticut State League em 1898 aos 21 anos. Jogou pelos Whalers de 4 de maio até 10 de setembro, então foi contratado pelo New York Giants da National League. Puhl apareceu em dois jogos para os gigantes como sua terceira-base, coletando duas rebatidas em nove vezes ao bastão, marcou uma corrida e teve uma corrida impulsionada.
Em 1899, Puhl voltou à Connecticut League para jogar pelo Bridgeport Orators e apareceu em 19 jogos e teve uma média de rebatidas de 0,145. Mais tarde na temporada, assinou novamente com o Giants, jogando uma partida na terceira base, e foi sem rebatidas em duas ocasiões.
Puhl morreu aos 24 anos de idade de tuberculose em Bayonne, Nova Jérsei, e está enterrado no Cemitério Holy Name em Jersey City, Nova Jérsei.